# Маркоч, Сергей Иванович
Серге́й Ива́нович Ма́ркоч (род. 13 января 1963, Кишинёв) — советский и российский ватерполист, пятикратный чемпион СССР (1984, 1988—1991), четырёхкратный чемпион России (1994—1996, 1999), двукратный чемпион Европы (1985, 1987), двукратный призёр чемпионатов мира (1986, 1994) и Олимпийских игр (1988, 1992). Заслуженный мастер спорта СССР (1988).

## Карьера
Начинал заниматься водным поло в местной детско-юношеской спортивной школе под руководством Юрия Осипова. Играл на позиции подвижного нападающего.
В разные годы выступал за московские клубы ЦСК ВМФ (1984—1991) и «Динамо» (1993—1997), а также волгоградский «Лукойл-Спартак» (1997—2000). В их составе многократно становился чемпионом СССР (1984, 1988—1991) и России (1994—1996, 1999). В начале 1990-х годов играл за итальянский клуб «Казерта».
С середины 1980-х и до середины 1990-х годов был игроком сборной СССР (1984—1991), Объединённой команды (1992) и сборной России (1993—1995). В их составе становился победителем соревнований «Дружба-84» и Игр доброй воли (1986, 1994), чемпионом Европы (1985, 1987), бронзовым призёром чемпионатов мира (1986, 1994) и Олимпийских игр (1988, 1992). В 1993—1995 годах был капитаном сборной России.
В 2000 году завершил карьеру. В 2000-х годах был тренером молодёжного и основного составов московского «Динамо», в 2002—2005 годах работал с юношеской сборной России. В дальнейшем занимался тренерской деятельностью на Мальте (2010—2014) и в Казахстане (2014—2015). С 2015 года является главным тренером женской молодёжной сборной России. С 2020 года также возглавлял тренерский штаб женского клуба «Югра». Наставник подмосковной женской ватерпольной команды «Штурм-2002» с 2021 года. С 2021 года так же возглавил национальную женскую сборную России. В 2023 году возглавил женскую команду «СКИФ-Восток».

## Семья
Жена — Елена Маркоч, советская синхронистка и российский тренер по синхронному плаванию. Сыновья Штефан и Пётр — ватерполисты. Невестка — жена Петра — Белла Маркоч, также ватерполистка.